# Harischandragarh

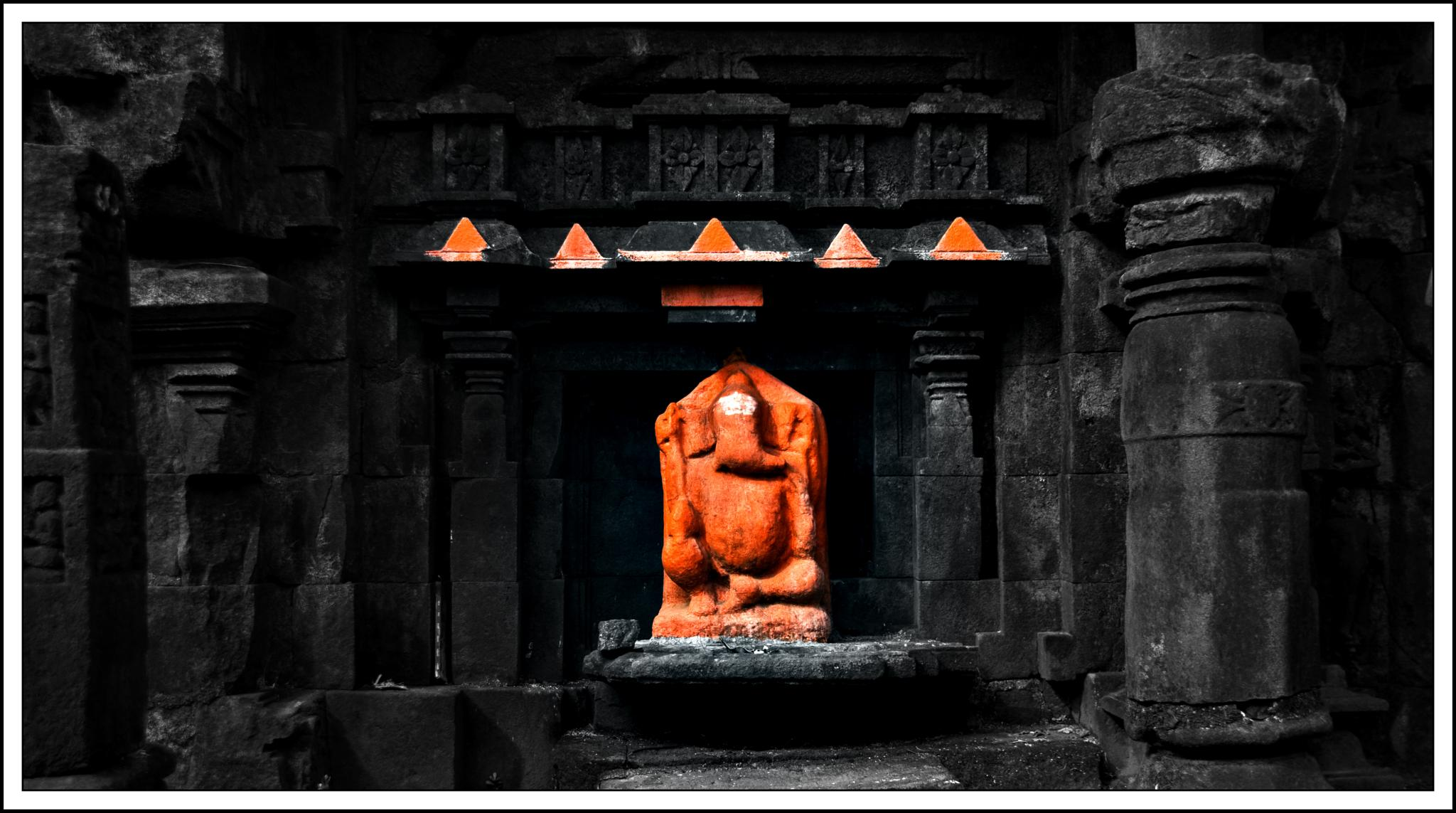
Ganapati, temple de Harishchandreshwar

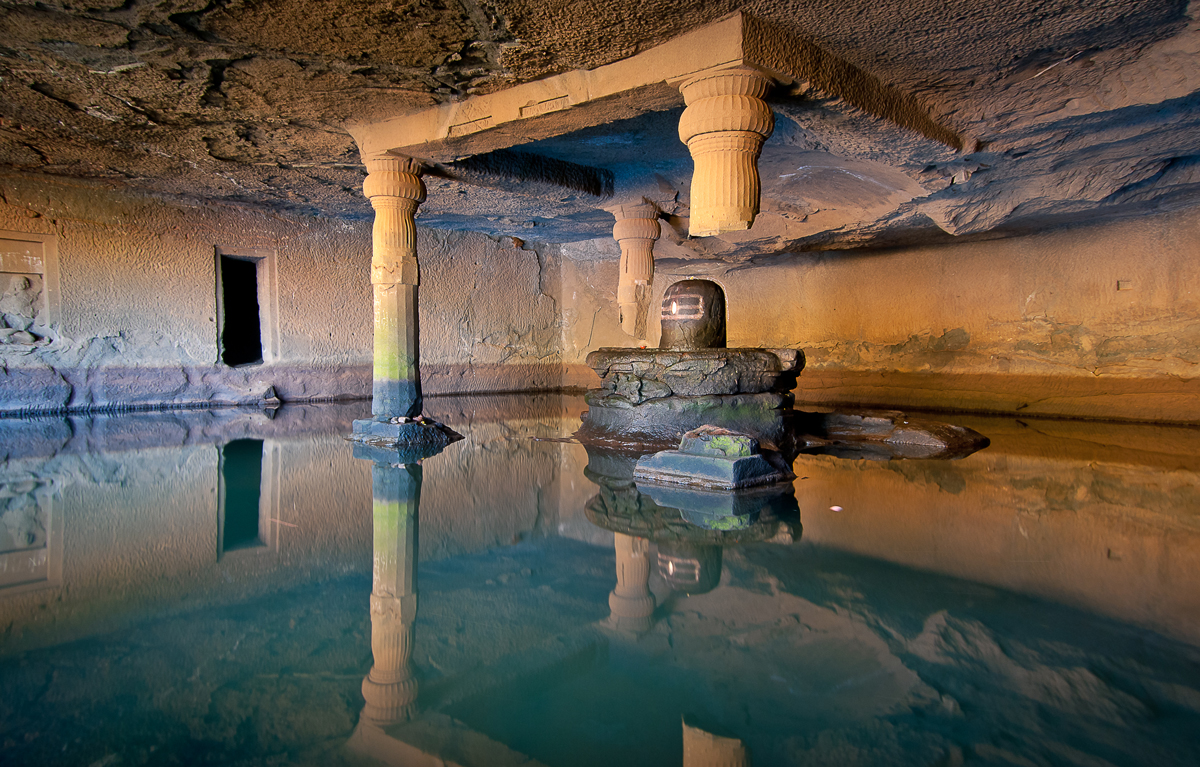
Cova de Kedareshwar. Una llegenda local diu que quan els quatre pilars es trenquin, s'acabarà el món.

Harischandragarh és una antiga fortalesa -i també una muntanya- al districte d'Akola a l'estat de Maharashtra, situada a uns 30 km al sud-oest d'Akola als Ghats Occidentals.
Hi ha una sèrie de temples que són visitats cada any per nombrosos peregrins pel festival de Maha Sivaratri. La ciutadella està a 1 km dels temples en un turó; està parcialment en ruïnes i disposa d'una cisterna. Sota hi ha cinc coves segurament dels segles X o XI. La fortalesa fou conquerida pel capità Skyes a la segona guerra anglomaratha el maig de 1818.